# Stormyran på Ulvön
Naturreservatet Stormyran på Ulvön ligger på Norra Ulvön i Örnsköldsviks kommun.
Reservatet omfattar 90 hektar och avsattes 2001. 
Området avsattes för att skydda en myrmosaik med höga botaniska värden och är av samma skäl antaget som Natura 2000-område av regeringen.